# Saint-Divy
Saint-Divy (bret. Sant-Divi) – miejscowość i gmina we Francji, w regionie Bretania, w departamencie Finistère.
Według danych na rok 1990 gminę zamieszkiwały 1413 osoby, a gęstość zaludnienia wynosiła 166 osób/km² (wśród 1269 gmin Bretanii Saint-Divy plasuje się na 443. miejscu pod względem liczby ludności, natomiast pod względem powierzchni na miejscu 885.).